# Cimetière américain de Florence
Le cimetière américain de Florence (en anglais : Florence American Cemetery and Memorial) est un cimetière militaire américain de la Seconde Guerre mondiale, situé à 12 kilomètres au sud de Florence en Italie. 4 402 soldats américains, appartenant pour la plupart d'entre eux à la 5e armée, tombés lors de la capture de Rome en 1944 et des combats dans les Apennins centraux en 1945, y reposent. Il est administré par l'American Battle Monuments Commission.

## Galerie de photos

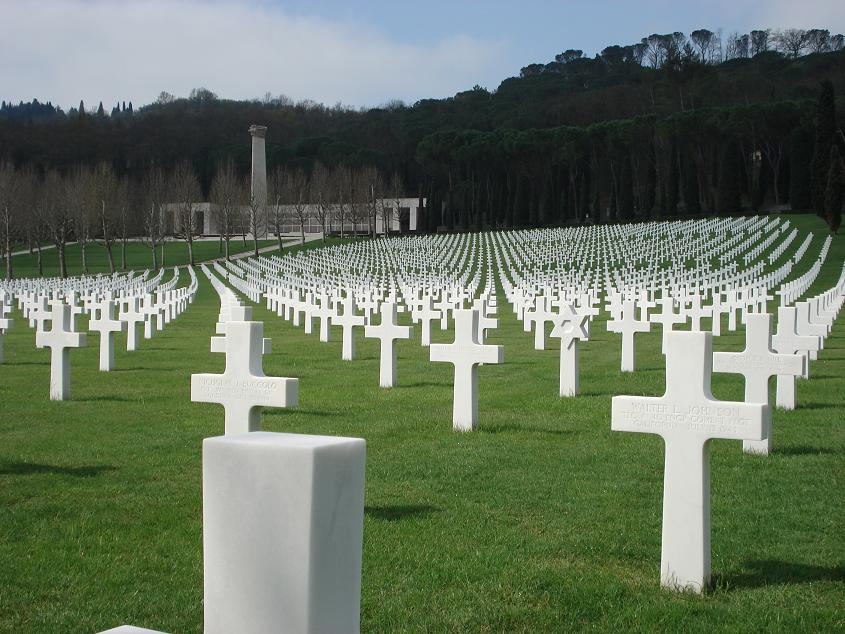
Intérieur du cimetière.
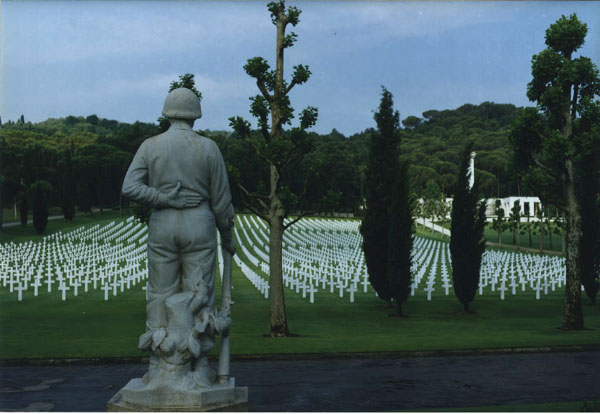
Côté sud du cimetière.
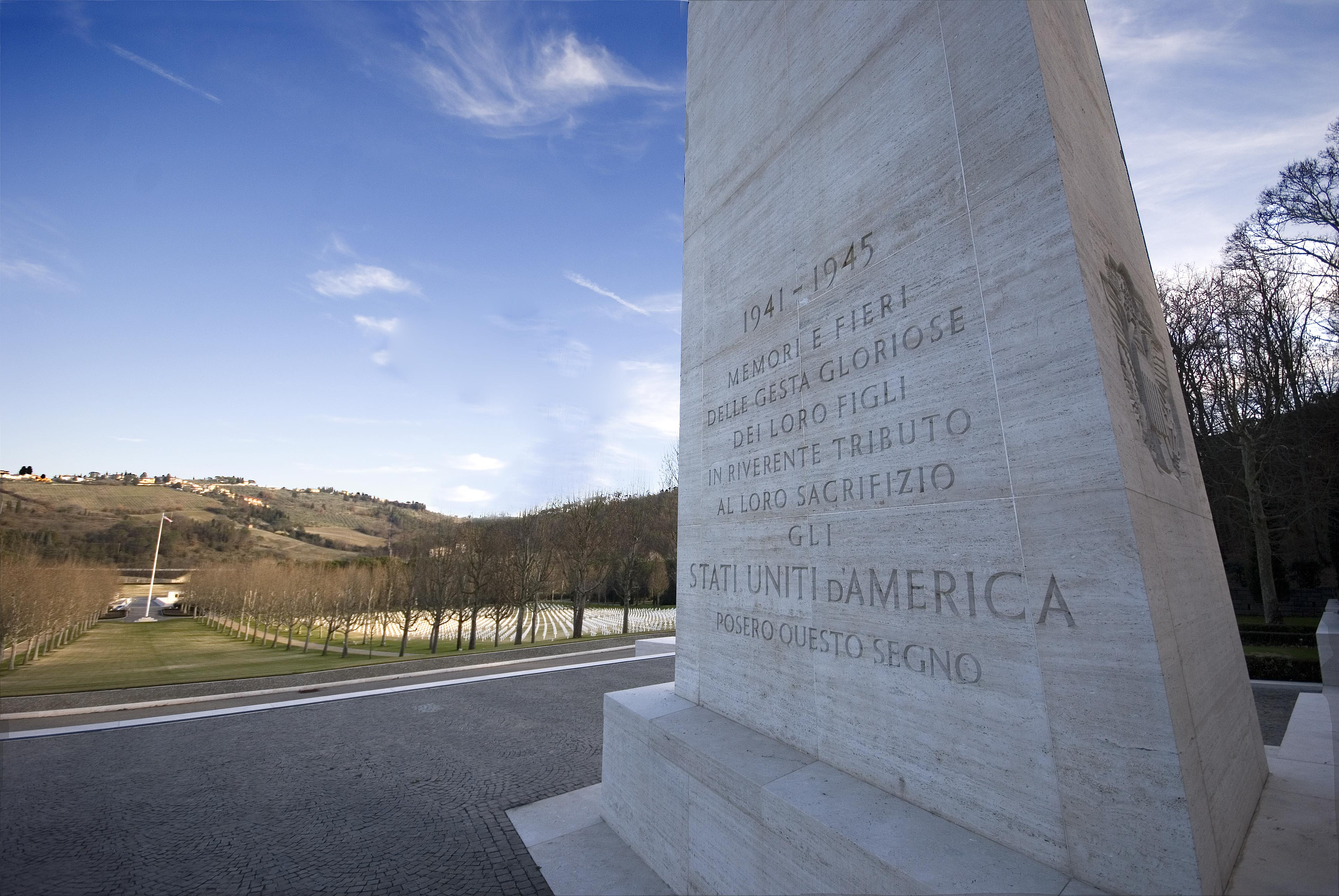
Le mémorial du cimetière.
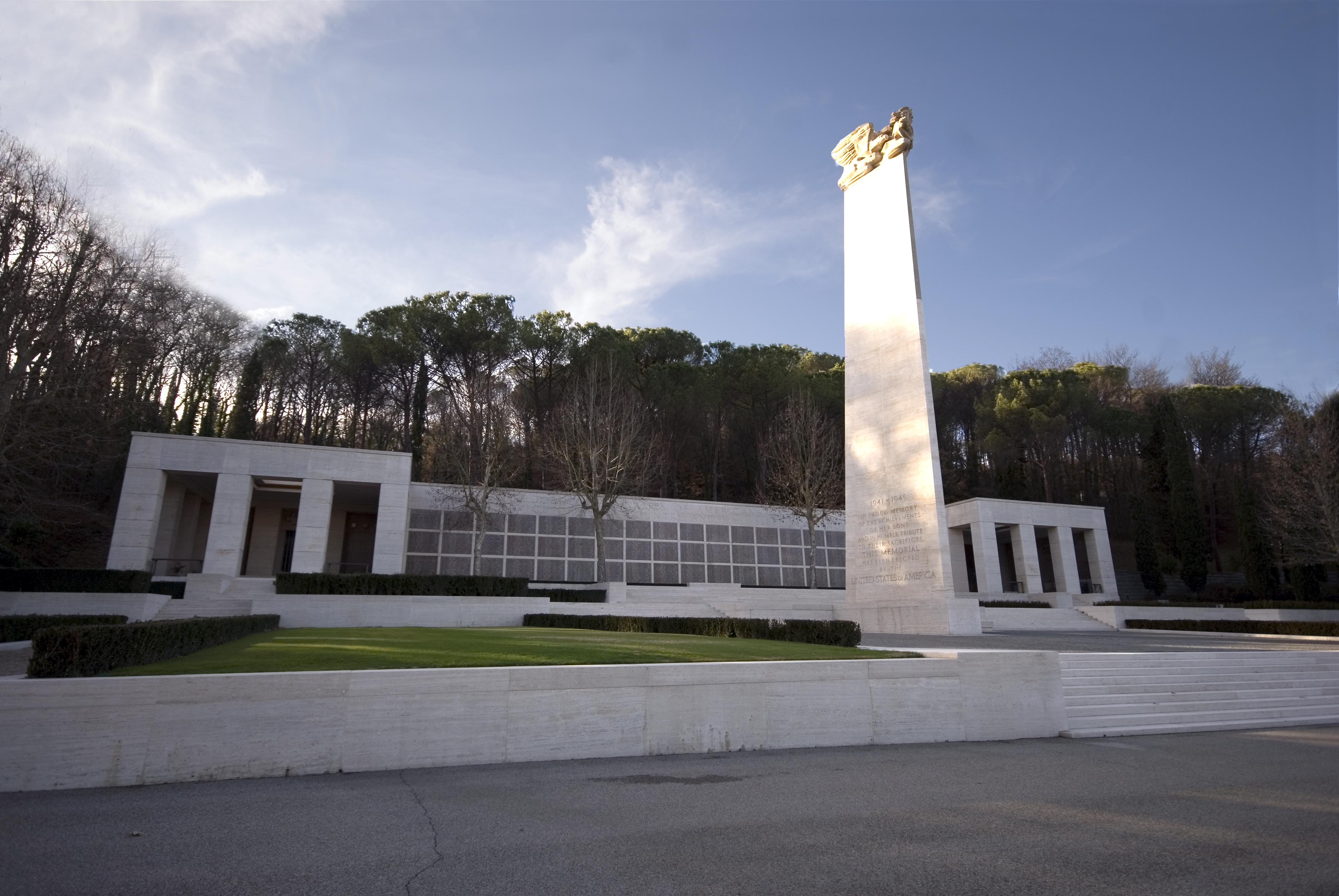
Autre vue du mémorial.